# Katarzyna Gattilusio
Katarzyna Gattilusio (zm. w sierpniu 1442) – żona Konstantyna XI Paleologa, córka Dorino I Gattilusio, genueńskiego władcy Lesbos. 

## Życiorys
W 1441 roku została drugą żoną despoty Mistry Konstantyna XI Paleologa. Ich ślub odbył się na Lesbos, gdy zaś świeżo poślubiona małżonka wyruszyła w podroż z Konstantynem, dotarła tylko do Lemnos i tam zmarła.  